# Tadahiro Akiba
Tadahiro Akiba (秋葉 忠宏, Akiba Tadahiro) est un footballeur japonais né le 13 octobre 1975.